# Peristerona (dystrykt Famagusta)
Peristerona (gr. Περιστερωνοπηγή, tur. Alaniçi) – wieś na Cyprze, w dystrykcie Famagusta. Położona jest na terenie republiki Cypru Północnego.